# Clitandra
Genre
Classification APG III (2009)

Clitandra est un genre de plantes à fleurs de la famille des Apocynaceae ne comprenant qu'une seule espèce : Clitandra cymulosa, une liane grimpante mesurant jusqu'à 90 m de long que l'on trouve dans les régions tropicales.

## Espèces ayant changé de genre
- Clitandra membranacea = Landolphia membranacea (Stapf) Pichon
- Clitandra nitida = Landolphia nitidula J.G.M.Pers.